# Сельва, Федерика
Федерика Сельва (итал. Federica Selva; 7 июня 1996, Борго-Маджоре) — сан-маринская горнолыжница, участница Олимпийских игр 2014 года, первая в истории женщина-участница на Зимних Олимпийских играх от Сан-Марино.

## Биография
В спортивной программе на Олимпийских играх в Сочи выступала в гигантском слаломе, но не смогла финишировать.